# Giuseppini del Belgio
I Giuseppini del Belgio (in latino Institutum Iosephitarum Gerardimontensium) sono un istituto religioso maschile di diritto pontificio: membri di questa congregazione clericale pospongono al loro nome la sigla C.I.

## Storia

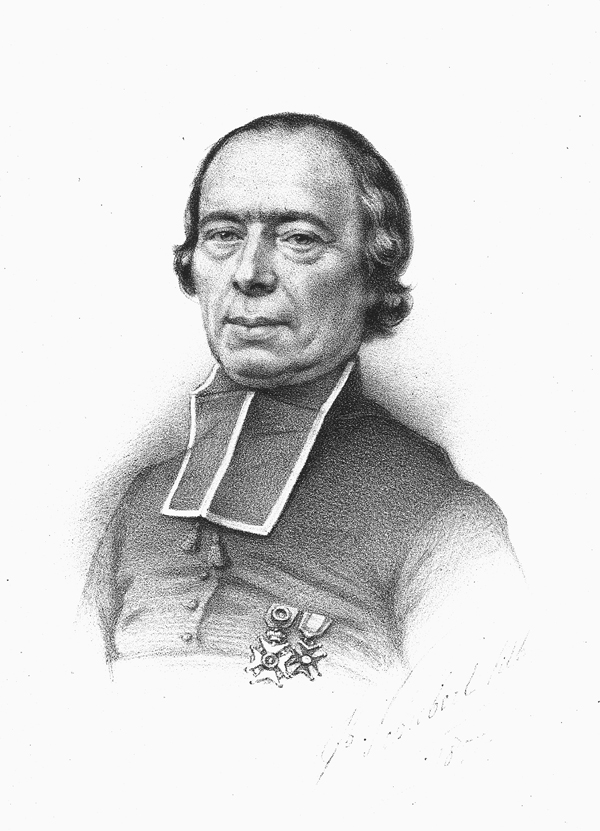
Constant van Crombrugghe, fondatore della congregazione

La congregazione venne fondata nel 1817 a Geraardsbergen, nelle Fiandre Orientali, dal canonico Constant van Crombrugghe come comunità di laici per l'educazione dei figli del popolo: nel 1830 venne eretta in congregazione laicale di diritto diocesano da Jean-François Van de Velde, vescovo di Gand, che ne nominò superiore generale Van den Bossche.
Nel giro di pochi anni si evolse per diventare un'istituzione di educazione e di istruzione secondaria rivolta soprattutto ai figli della borghesia. Nel 1837 i religiosi dell'istituto adottarono il nome di "Giuseppini" e fondarono a Melle un pensionato di lettere moderne: le loro divennero scuole intermedie tra quelle dei lasalliani e i collegi di lettere antiche.
Nel 1840, alcuni membri cominciarono a prepararsi al sacerdozio e nel 1842 il vescovo Louis-Joseph Delebecque diede loro un regolamento, avviando la trasformazione dell'istituto in congregazione clericale: il 26 settembre 1863 la congregazione ottenne da papa Pio IX il decreto di lode.
Nel 1869 i Giuseppini aprirono la prima filiale in Inghilterra, poi altre in Repubblica Democratica del Congo.

## Attività e diffusione
I Giuseppini si dedicano all'istruzione e all'educazione cristiana della gioventù, al ministero sacerdotale e alle missioni ad gentes.
Oltre che in Belgio, sono presenti nel Regno Unito, negli Stati Uniti d'America e in Africa (Repubblica Democratica del Congo, Gabon, Camerun); la sede generalizia è a Geraardsbergen.
L'istituto, alla fine del 2004, contava 14 case con 113 professi, 84 dei cui sacerdoti.